# Zosis geniculata timorensis
Zosis geniculata là một loài spinnenondersoort in de taxonomische indeling van de Uloboridae.
Loài này thuộc chi Zosis. Zosis geniculata timorensis được Ehrenfried Schenkel-Haas miêu tả năm 1944.